# セファロチン
セファロチン（英：Cefalotin（INN）またはcephalothin （USAN））は、広域抗生物質活性を有する第一世代のセファロスポリン系抗生物質である。最初のセファロスポリンとして販売され（1964年）、現在も広く使用されている 。セファロチンは、呼吸器、尿路、皮膚、軟部組織、骨・関節、敗血症、腹膜炎、骨髄炎、乳腺炎、感染創、術後感染などの細菌感染症に使用される。
セファロチンは、セファゾリンや経口薬のセファレキシン、セファドロキシルと同様の抗菌スペクトルを有する静脈注射薬である。セファロチンナトリウムはKeflin（イーライリリー・アンド・カンパニー）や他の商品名でも販売されている。
この化合物はチオフェン-2-酢酸の誘導体である。